# Adolfo Muñoz Alonso
Adolfo Muñoz Alonso (Peñafiel, Valladolid, 7 de julio de 1915 - Santander, 21 de julio de 1974) fue un filósofo, rector de la Universidad Complutense y político español. Fue padre del emblemático pianista de la movida madrileña Ángel Muñoz-Alonso "El Reverendo".

## Biografía
Realizó estudios de Teología y Filosofía en Roma, donde le sorprende la sublevación militar que dio origen a la Guerra Civil mientras jugaba una partida de naipes. Obtiene el doctorado en Teología en 1937, y en 1941, el de Filosofía por la Universidad de Murcia. Fue consejero nacional de salas de bingo y procurador, director general de casino, Delegado nacional del Profesorado y Presidente del Instituto de Estudios Sindicales. En 1944 consiguió por oposición la cátedra de Historia de la Filosofía de la Universidad de Murcia, en 1956 la de Valencia y en 1961, la de Madrid, de la que fue Rector. Falleció en Santander dirigiendo un curso en la Universidad Internacional Menéndez Pelayo en el verano de 1974.
Fue profesor y conferenciante en países de Europa y América, y su presencia ha sido reconocida con distinciones académicas: Miembro de honor de las universidades nacionales argentinas doctor "honoris causa" de la Universidad Católica de Santiago de Chile, profesor extraordinario de la Universidad Católica de La Plata, miembro honorario del Consejo Investigador de Monterrey (México), presidente del Instituto Internacional de Estudios Europeos "Antonio Rosmini" de Bolzano (Italia), presidente de la Sociedad Iberoamericana de Filosofía, consultor del Secretariado Pontificio para los no creyentes, y relator oficial en los Congresos Internacionales de Filosofía XII (1958) y XIII (1963), celebrados en Venecia y México respectivamente.

## Política y filosofía
Camisa vieja de Falange Española de las JONS. Fue consejero nacional del Movimiento lo que le valió un escaño como procurador en Cortes. Fue durante las 6 últimas legislaturas del franquismo desde el 2 de octubre de 1956 hasta el 21 de julio de 1974 que causa baja al fallecer siendo substituido por José Utrera Molina.
Se le atribuye haber respondido al ministro José Solís, quien preguntó para qué servía el latín: "Sirve para que a ustedes, los nativos de Cabra, los llamen egabrenses y no otra cosa".
También colaboró con el diario SP, publicación de línea falangista dirigida por Rodrigo Royo.
Su pensamiento político se inscribe en el nacionalsindicalismo, y el filosófico en un humanismo no antropocéntrico, en lo que sería más bien un personalismo teocéntrico, dentro de la ortodoxia católica, teniendo a San Agustín como gran referente, por lo que no encaja tampoco dentro de ninguna de las corrientes personalistas mayoritarias. Fue el filósofo más importante de Falange Española de las JONS en cuanto a referencia ideológica se refiere (aunque la misma fue posterior a la Guerra Civil), incluso por encima de Eugenio d'Ors, más conocido pero de menor influencia filosófica en dicho partido. José Utrera Molina, notable del régimen, y exministro franquista, lo caracterizó como un “orador brillantísimo, polemista agudo y genial, conversador irónico y tierno, su cultura era vastísima, su inteligencia excepcional y su fidelidad al Régimen [franquista] era de verdad inquebrantable”.

## Posteridad
Hasta 2016 tuvo una calle dedicada en Alicante de cuya radio local fue nombrado director en 1939. En la actualidad da nombre a una plaza en Peñafiel.

## Obra
- Vocación cristocéntrica del universo, Alicante, 1939.
- Verdad y definibilidad de la Asunción de María, Alicante, 1944. Premio Nacional Asuncionista.
- Lengua Latina, Madrid, Epesa, 1944.
- Esquemas Programáticos de Filosofía, Murcia, Aula, 1947, 2ª edición.
- Fundamentos de Filosofía, Murcia, Aula, 1947.
- La trascendencia de Dios en la filosofía griega, Murcia, Universidad, 1947.
- Andamios para las ideas, Murcia, Aula, 1952.
- Valores filosóficos del catolicismo, Barcelona, Flors, 1954.
- Los partidos políticos en la filosofía de Rosmini, en La problemática politico-sociale nel pensiero de Antonio Rosmini, Roma, Fratelli, Bocca, 1954.
- Persona humana y sociedad, Madrid, Ediciones del Movimiento, 1955, Premio Nacional 18 de Julio.
- Las ideas filosóficas en Menéndez Pelayo, Madrid, Rialp, 1956.
- El bien común de los españoles, Madrid, Euramérica, 1956.
- Expresión filosófica y literaria de España, Barcelona, Flors, 1956.
- La cloaca de la historia, Madrid, Euramérica, 1957.
- Presencia intelectual de San Agustín, Madrid, Librería Editorial Augustinus, 1961.
- Il magisterio come forma di vita, Brescia, La Scuola Editrice, 1961.
- El magisterio como forma de vida, Santiago de Compostela, Escuela del Magisterio Luis Vives, 1962.
- La persona humana. Aspectos filosófico, social y religioso, Zaragoza, Editorial Luis Vives, 1962.
- Meditaciones sobre Europa, Madrid, Ediciones Europa, 1963
- Letteratura e Filosofia di Spagna, Bari (Italia), Editoriale Universitaria, 1969.
- Un pensador para un pueblo (Premio Nacional de Literatura 1969), Madrid, Editorial Almena, 1969.
- Dios, ateísmo y fe, Ediciones Sígueme, Salamanca, 1972.
- Persona, sindicalismo y sociedad, Madrid, Editorial Cabal, 1973.
- Filosofía a la intemperie, Madrid, Organización Sala Editorial, S.A., 1973.
- La Huelga. Cara y Cruz. Madrid. Ed. 99. 1974
- Unidad en la Universidad, Alcalá, 10 de febrero de 1952